# Salle Pleyel
De Salle Pleyel (Frans voor Pleyel-zaal) is een concertzaal in Parijs, Frankrijk aan de Rue du Faubourg Saint-Honoré nr. 252 in het 8e arrondissement van Parijs. De vaste bespelers zijn het Orchestre de Paris en het Orchestre Philharmonique de Radio France.

## Geschiedenis en ontwerp
Er was een eerdere Salle Pleyel met 300 zitplaatsen, geopend in december 1839 aan de Rue Rochechouart nr. 22. Ze was opgericht door de pianiste Marie Pleyel. Er werden premières gegeven van vele belangrijke werken, waaronder het tweede (1868) en het vijfde (1896) pianoconcert van Camille Saint-Saëns, Maurice Ravels Pavane pour une infante défunte en Jeux d'eau (5 april 1902), en zijn Sonate voor viool en cello (6 april 1922).
In 1927 werd ter vervanging een nieuwe zaal met 3000 zitplaatsen geopend in opdracht van pianofabrikant Pleyel et Cie, naar een ontwerp van Gustave Lyon. Het openingsconcert werd gegeven door het Orchestre de la Société des Concerts du Conservatoire met Robert Casadesus als solist, onder leiding van dirigenten Igor Stravinsky, Maurice Ravel en Philippe Gaubert. Er werd muziek gespeeld van Richard Wagner, Manuel de Falla, Paul Dukas en Claude Debussy en van Stravinsky en Ravel zelf. Een brand verwoestte het interieur al op 28 juni 1928 en de kosten van de renovatie maakten het onmogelijk om de lening terug te betalen aan de bank Credit Lyonnais. De bank nam het pand daarop over en verminderde het aantal zitplaatsen naar 2400. In 1998 verkocht de bank de zaal op haar beurt door aan Hubert Martigny.
Stravinsky keerde terug naar de Salle Pleyel om de Franse premières uit te voeren van Agon in 1957 en Threni in 1958.
Van 2002 tot 2006 onderging het gebouw een ingrijpende renovatie. De akoestiek van de zaal en de publieksruimtes werden verbeterd; het aantal zitplaatsen werd verder teruggebracht naar 1913.
De Salle Pleyel is sinds 2009 eigendom van de Cité de la Musique.